# シュトー
シュトー（STO）は、建築資材の製造・販売企業、およびそのブランドである。

## 概要
1835年、ドイツのバイゼンで創業。当初は石灰セメント製造工場であった。1955年には世界で最初に樹脂プラスターを開発、1964年には複合断熱システムを世界で初めて開発した。
1979年、アメリカ進出。1998年に現在の社名・ブランドに改称し、1992年には株式上場。2004年にドイツの本社を新築、2005年に日本法人（シュトー・ジャパン）を設立した。また、2006年にSTOミュージアムを開設している。
現在では日本の他、欧州・北米・東南アジアなどを中心に世界に20の子会社を持つ。
他にも不動産事業も手掛けている。

## 主要商品
Sto サーモ・クラシック
湿式外断熱システム
Sto クリマサン・カラー
可視光触媒内装塗料
Sto サーモ・ネクスト
木造用外断熱システム

## 参考サイト
- STO JAPAN シュトージャパン株式会社
  - 歴史
- STO AG International - History